# یوویکا چانداری
یوویکا چانداری (به انگلیسی: Yuvika Chaudhary) (زاده ۲ اوت ۱۹۸۲) بازیگر هندی است.
از کارهای معروف او می‌توان به بازی در فیلم شیطان چهل‌ساله، قدرت و مطمئناً همینطوره! اشاره کرد.